# Đạm Phương

Tranh vẽ Đạm Phương nữ sử

Đạm Phương (1881–1947) tên thật là Công Nữ Đồng Canh, thường gọi là Đạm Phương nữ sử, là nhà thơ, nhà hoạt động văn hóa, xã hội nổi tiếng, một nhà báo nữ ở giai đoạn đầu tiên của nền báo chí Việt Nam đầu thế kỷ XX, một trong những cây bút hàng đầu của làng báo Việt Nam thuở ấy; bà là cháu nội của Vua Minh Mạng, con của Hoằng Hóa quận vương Nguyễn Phúc Miên Triện.
Bà sinh ngày 3 tháng 6 năm 1881 tại Huế, mất ngày 10 tháng 12 năm 1947 tại Thanh Hóa. Năm 1901, lúc 20 tuổi, bà được mời vào cung vua để dạy các công chúa và cung nữ học tập. Bài báo đầu tiên của bà được đăng trên Nam Phong tạp chí vào tháng 7 năm 1918; từ năm 1918 tới 1929, bà đã viết hơn 200 bài báo cho những tờ báo hiếm hoi lúc đó như Trung Bắc tân văn, Thực nghiệp dân báo, Hữu Thanh, Lục tỉnh tân văn.
Năm 1926, bà tham gia thành lập và làm Hội trưởng Nữ công học Hội Huế, tổ chức giáo dục tư nhân đầu tiên ở Việt Nam dành cho các em gái. Năm 1928, bà bị thực dân Pháp bắt giam vì bị nghi bà có liên quan đến Đảng Tân Việt. Từ cuối năm 1930 trở đi bà giã từ báo chí, vắng hẳn bút danh Đạm Phương trên các phương tiện truyền thông, tập trung vào việc làm sách. 
Con trai thứ của bà là Hải Triều (1908–1954), một nhà báo, nhà lý luận Marxist, nhà phê bình văn học Việt Nam.

## Tác phẩm
- Kim tú cầu (1928)
- Hồng phấn tương tri (1929)
- "Năm mươi năm về trước" (1940)
- Giáo dục nhi đồng (1942)[2]

## Quan điểm
Thay đổi "quan niệm hủ lậu"
| “ | "Đàn bà là người, đàn bà là phần nửa nhơn loại... Nếu tất cả đàn bà thế giới không có học thức, thì một nửa nhân loại có lẽ là thú cả". | ” |

Công, dung, ngôn, hạnh
| “                                                 | "Nữ công chẳng những giúp cho đàn bà về đường tự lập, mà lại về đường sinh kế, và thứ nữa là cái mầm mống của sự công nghệ thực nghiệp nước nhà sau này". | ” |
| — Báo Trung Bắc tân văn, ngày 21 tháng 6 năm 1926 | |   |

## Đánh giá
| “                                | "Đứng về phương diện nghệ thuật mà nói thì hai bộ tiểu thuyết (Kim tú cầu, 1928 và Hồng phấn tương tri, 1929) còn nhiều khuyết điểm lắm. Song nếu lấy nó để khảo thêm về tâm chí tác giả, thì ta sẽ thấy Đạm Phương nữ sử là một bậc nữ sử tiên giác đã biết rõ cái hoàn cảnh mình, cái xã hội mình, muốn kiếm những phương thuốc để sửa đổi lấy nó, và muốn nêu ra những lý tưởng hoàn thiện làm mục đích cho sự cải cách này". | ” |
| — Nhà phê bình văn học Thiếu Sơn | |   |

| “                       | Đạm Phương nữ sử là một ngôi sao sáng của Việt Nam đầu thế kỷ XX. Bà là một trong số nhà báo được nhiều người biết nhất, bất luận nam hay nữ, thời bấy giờ. Bà là cây bút nữ thành danh cả trên văn đàn và báo chí. Bằng tài năng, nghị lực và cống hiến của mình, Đạm Phương nữ sử tự khẳng định là một trong số hiếm hoi những nhà văn, nhà báo lớn thuộc phái nữ nước ta trước Cách mạng tháng 8 năm 1945. | ” |
| — Phan Quang Phan Quang | |   |

Tháng 12 năm 2020, Ủy ban Nhân dân thành phố Hà Nội quyết định gắn biển "Phố Đạm Phương" cho một con phố ở Quận Hoàng Mai.